# エビルン
エビルン（満洲語: ᡝᠪᡞᠯᡠᠨ　ラテン文字転写：ebilun、漢字：遏必隆、1619年 - 1673年）は、清の康熙年間の重臣。太祖ヌルハチの外孫で、康熙帝の孝昭仁皇后の父。満洲鑲黄旗の出身。姓はニオフル（鈕祜禄）氏（Niohuru hala）。
父は後金開国の功臣エイドゥ。母はヌルハチの四女の和碩公主ムクシ。

## 生涯
天聡6年（1632年）に父の一等子の爵位を継ぐ。太宗ホンタイジの対明戦争に従軍した。順治8年（1651年）に一等公に進み、順治14年（1657年）に鑾儀衛内大臣・太子太保となった。
順治18年（1661年）、順治帝の遺命により、スクサハ、ソニン、オボイと並んで輔政大臣の一人に任じられ、幼い康熙帝に代わって合議で政務を執ることになった。康熙6年（1667年）にソニンが死去すると、オボイが専横を振るったが、エビルンはオボイに追従したので康熙帝の信を失った。康熙8年（1669年）、康熙帝はオボイを捕らえ、エビルンも地位を剥奪され投獄された。康熙9年（1670年）、父の功に免じて恩赦を受けた。康熙12年（1673年）、死去した。

## 登場作品
- テレビドラマ『康熙王朝』